# Bemotrizinol
Bemotrizinol (BEMT) ist ein unsymmetrisch substituiertes 1,3,5-Triazin, das als Breitspektrum-UV-Filter in Sonnenschutzmitteln Verwendung findet. Der mit funktionalisierten Aromaten substituierte Triazin-Kern ist für die UV-Absorption, die hydrophoben 2-Ethylhexyloxyphenol-Substituenten für die Öllöslichkeit und Wasserfestigkeit in dermatologischen und kosmetischen Zubereitungen verantwortlich. Bemotrizinol hat ein breites UV-Absorptionsspektrum mit Absorptionsmaxima λmax im UV-B-Bereich bei 310 nm und im UV-A-Bereich bei 343 nm. Es wird meist in Kombinationen mit anderen UV-Filtern, die durch BEMT stabilisiert werden, eingesetzt.

## Stereoisomerie
| Stereoisomere des Bemotrizinols |
| ------------------------------- |
| (R,R)-Stereoisomer              |
| (S,S)-Stereoisomer              |
| meso-Stereoisomer               |

Bemotrizinol enthält zwei durch die gleichen Reste substituierte Stereozentren, folglich gibt es drei Stereoisomere:
- (R,R)-Bemotrizinol,

- (S,S)-Bemotrizinol und

- meso-Bemotrizinol.

Technische und praktische Bedeutung besitzt nur das Gemisch dieser drei Stereoisomeren.

## Darstellung
Bemotrizinol wird in einer dreistufigen Reaktion ausgehend von Cyanurchlorid und 4-Bromanisol in insgesamt ca. 57%iger Ausbeute erhalten. In der ersten Stufe reagiert die Grignard-Verbindung von 4-Bromanisol mit Cyanurchlorid in Tetrahydrofuran im Verhältnis 1:1 mit 82%iger Ausbeute zum Monosubstitutionsprodukt 6-(4-Methoxyphenyl)-2,4-dichlor-1,3,5-triazin.
In einer Friedel-Crafts-Acylierung wird das Monosubstitutionsprodukt mit Resorcin in einem Xylol-Sulfolan-Gemisch im Verhältnis 1:2 mit Resorcin in Gegenwart von Aluminiumchlorid mit 89%iger Ausbeute zum entsprechenden Trisubstitutionsprodukt 2,4-Bis(2,4-dihydroxy-phenyl)-6-(4-methoxyphenyl)-1,3,5-triazin umgesetzt.
Auf der letzten Stufe wird das Trisubstitutionsprodukt an den para-ständigen Hydroxygruppen der Resorcin-Reste mit 3-Brommethylheptan (aus 2-Ethylhexanol und Bromwasserstoffsäure zugänglich) im Verhältnis 1:2,2 in 2-Methoxyethanol (Methylcellosolve) und Natronlauge in 78%iger Ausbeute alkyliert.
Nach chromatographischer Reinigung an Kieselgel wird ein zähes, leicht gelbes Harz erhalten, welches nach einigen Wochen auskristallisiert. Die Zugabe vom Impfkristallen beschleunigt das Auskristallisieren des Endprodukts.
Die Darstellung des reinen kristallinen Bemotrizinols (>96,5 % Gehalt) wirft erhebliche Probleme auf, da hartnäckig anhaftende Lösemittelreste und Nebenprodukte, wie sie auch in der USP-Monographie aufgeführt sind, die Kristallisation behindern.

## Eigenschaften
Bemotrizinol ist ein hellgelber, geruchloser Feststoff, der in Wasser und anderen polaren Lösungsmitteln unlöslich ist. In Ölen, wie sie für kosmetische Zubereitungen, insbesondere Sonnenschutzmitteln, Verwendung finden, löst sich Bemotrizinol gut.
Als Hydroxyphenyltriazin ist Bemotrizinol außerordentlich photostabil und bildet im Gegensatz zu anderen Sonnenschutzmitteln keine toxischen oder allergisierenden Photoabbauprodukte.
Zur Reproduktionstoxizität und Entwicklungstoxizität von Bemotrizinol liegen keine negativen Daten vor.

## Verwendung
Der Breitspektrum-UV-Absorber Bemotrizinol ist mit einem spezifischen Extinktionskoeffizienten von 819 beim UV-A-Absorptionsmaximum von 340 nm (unter Standardbedingungen in Ethanol) ein starker UV-B-Absorber, wobei das UV-A/UV-B-Verhältnis von 0,73 auf eine ebenfalls hohe UV-A-Absorption hinweist.
BEMT wird in wegen seiner hohen Absorptionsaktivität, seiner synergistischen Wirkung mit einer signifikanten Erhöhung des Lichtschutzfaktors (engl. sun protection factor, SPF booster) und seiner stabilisierenden Eigenschaften auf andere UV-Absorber in Konzentrationen von bis zu 10 % (in Japan bis zu 3 %) in Kombinationen mit anderen UV-Filtern in Sonnenschutzmitteln eingesetzt.
Das wasserunlösliche BEMT kann in Konzentrationen bis 20 % in eine in Wasser dispergierbare Polymethylmethacrylat-Matrix eingebettet werden und liegt so als schwach gelbe flüssige Dispersion vor (Tinosorb® Aqua), die in Öl-in-Wasser-Emulsionen eingearbeitet werden kann.
In den USA unterliegen Sonnenschutzmittel als freiverkäufliche Arzneimittel (engl. OTC drugs) den Regularien der US-Arzneimittelbehörde FDA, die seit mehr als zehn Jahren keine neuen Wirkstoffe für Sonnenschutzmittel zugelassen haben. Trotz der im Jahr 2002 zur Beschleunigung des Zulassungsverfahrens eingeführten so genannten Time and Extent Applications (TEA) und des Ende 2014 erlassenen so genannten Sunscreen Innovation Act (SIA) ist Bemotrizinol wie sieben weitere in Europa und anderen Regionen zugelassene moderne Sonnenschutzmittel bis auf weiteres in den USA nicht verfügbar.
Bemotrizinol wird von BASF SE (unter dem Markennamen Tinosorb® S) und von Ashland Inc. (Escalol® S) hergestellt und vertrieben.